# 339 г. пр.н.е.
339 (триста тридесет и девета) година преди новата ера (пр.н.е.) е година от доюлианския (Помпилийски) римски календар.

## Събития

### В Гърция и Тракия
- Филип II Македонски изоставя обсадата на Византион и решава да се оттегли като отдръпва флота си от Черно море. Впоследствие вероятно царят предоговаря съюз с Перинт и Византион.[1]
- Филип се насочва към река Дунав, за да се сражава със скитите в Добруджа. Повод за конфликта става отказ на местния скитски цар Атей да позволи на македонския владетел да издигне статуя на Херакъл, който Филип счита за свой прародител, в самата делта на реката. Македонците побеждават скитите в битка, след което решават да се насочат към дома натоварени с плячка и пленници.[2]
- Преди още да са напуснали Дунавската равнина македонците са нападнати от трибалите, които успяват да откраднат плячката им и да ранят сериозно Филип, поради което той губи съзнание и войниците му първоначално го смятат за убит. Македонците са принудени да се оттеглят и да откарат царя си у дома, където да се лекува от раните си.[2]
- Докато Филип е в Тракия съперничествата в рамките на Делфийксата амфиктиония са възпламенени отново чрез спор между Амфиса и Атина. Напрежението ескалира до открит конфликт срещу Амфиса и след завръщането си в Македония Филип е назначен за върховен водач във войната. Това дава повод на царя да се отправи на поход в централна Гърция и Пелопонес като едновременно с това прави необходимото, за да не влиза в конфликт с обединените сили на Тива и Атина.[3]

### В Сицилия
- Сключен е мирен договор между Тимолеон и Картаген, според който река Халикус остава граница на пуническа Сицилия.[4]

### В Римската република
- Консули са Тиберий Емилий Мамерцин и Квинт Публилий Филон.
- Римляните, предвождани от консула Филон, побеждават латините в Битката при Трифанум.[5]